# ابراهیم الابیض (فیلم)
ابراهیم الابیض (عربی: إبراهيم الأبيض) فیلمی در ژانر اکشن به کارگردانی مروان حامد است که در سال ۲۰۰۹ منتشر شد. از بازیگران آن می‌توان به احمد السقا اشاره کرد.